# موضوعية (علوم)

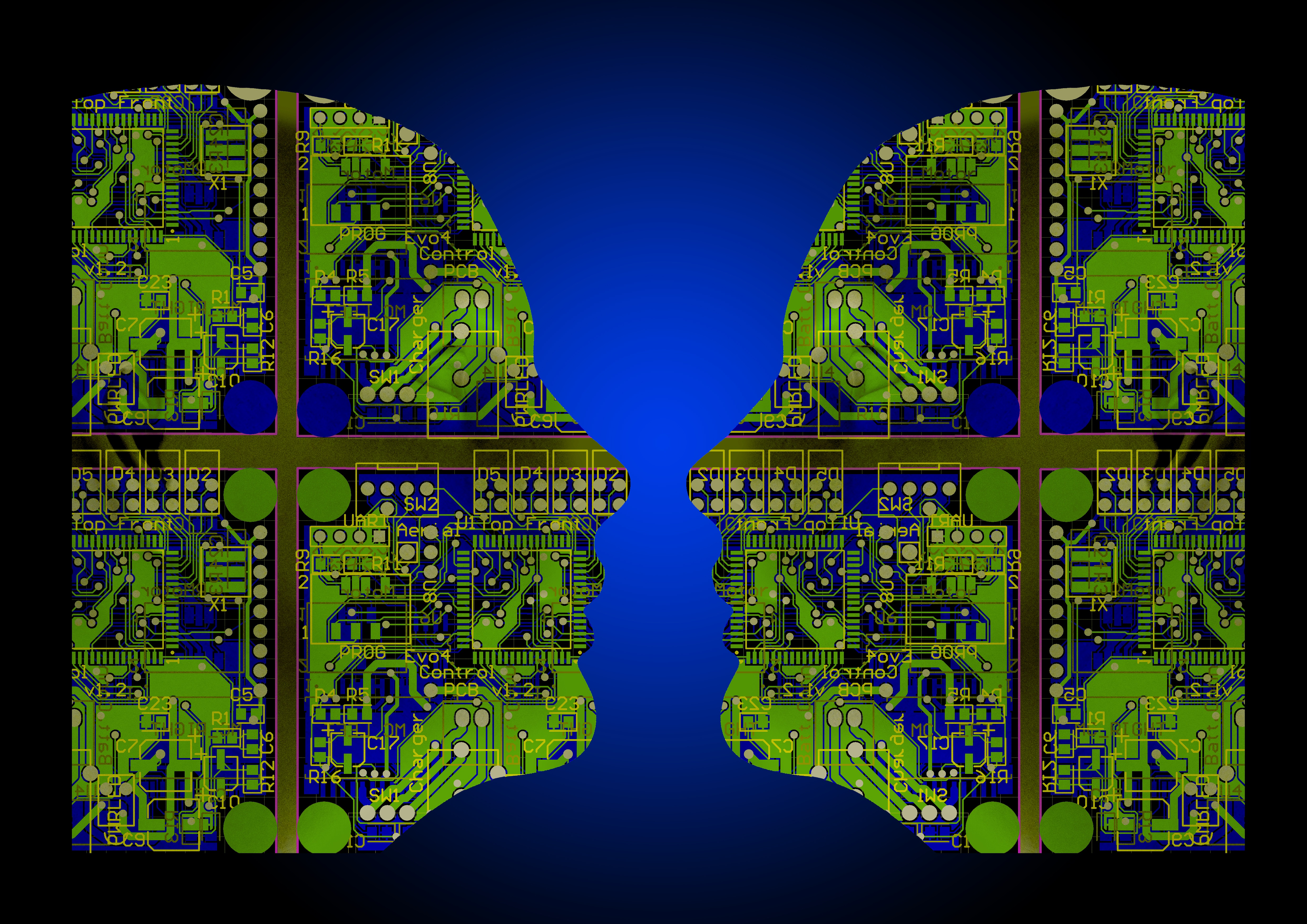
علوم، التكنولوجيا الهندسية

الموضوعية في العلوم هي القيمة التي تُظهِر كيفية ممارسة العلوم وكيفية ابتكار الحقائق العلمية. وهي الفكرة التي تنص على أن العلماء لابد أن يطمحوا إلى إقصاء التحيزات الشخصية والالتزامات المسبقة والتفاعل العاطفي وغير ذلك، في محاولتهم الكشف عن الحقائق المتعلقة بالعالم الطبيعي. وغالبًا ما ترتبط الموضوعية بخاصيّة القياس العلمية؛ حيث يمكن اختبار دقة القياس بصورة مستقلة عن ذات العالم الذي قرره في المرة الأولى.[بحاجة لمصدر] ومن ثَم، فهيّ ترتبط ارتباطًا وثيقًا بهدف قابلية الاختبار والاستنساخ. ولكي يتم اعتبار نتائج القياس موضوعية بدرجة مناسبة، ينبغي أن تتناقل من شخص إلى آخر، ثم توضيحها بعد ذلك إلى أطراف ثالثة وذلك كمقدمة لفهم العالم الموضوعي. وقد تؤدي مثل هذه المعلومات القابلة للبرهنة عادةً إلى إعطاء قوى تنبئية قابلة للبرهنة أو بناء تكنولوجي.
وبالرغم مما سبق، إلا أن هذه النظرة التقليدية تجاه الموضوعية تتجاهل العديد من الأشياء. أولًا: يعتبر انتقاء شيء محدد ليخضع للقياس عادةً قرارًا غير موضوعي، وغالبًا ما ينطوي على الاختزالية. ثانيًا: إن ما يُعتبر مشكلًا بصورة أكبر هو انتقاء الأدوات ومنهجية القياس. فبعض السمات أو الخصائص للعنصر الخاضع للدراسة يتم تجاهلها في عملية القياس، وسوف تتسبب القيود على الأدوات المختارة في عدم أخذ البيانات في الاعتبار. وعلاوة على هذه الحدود المطلقة الموضوعية المحيطة بعملية القياس، فإن أي مجتمع من الباحثين غالبًا ما يتشارك «آراءً ذاتية»، ومن ثَمّ تصبح الذاتية أنظمة مفاهيمية. ويمكن أيضًا بناؤها في تصميم من الأدوات المستخدمة للقياس. ولا تعتبر الموضوعية التامة ممكنة جدليًا في بعض المواقف أو ربما في جميعها. فهي، على الأقل، عملية مليئة بالشكوك والتحديات (قارن لاتور، 1987: 63-79, بولاني، 1958).
ويتجسد مثال الفكرة الموضوعية في المفهوم القائل إن الإدراك كله نسبي. وبقبول هذا، يلاقي المرء الشيء الموضوعي.
وتظهر المشكلات نتيجة القصور في فهم حدود الموضوعية في البحث العلمي، خاصة عند تعميم النتائج. وبالنظر إلى أن انتقاء الموضوع وعملية القياس غير موضوعيين عادةً، فإن عند تعميم نتائج العملية على نظام أكبر من النظام الذي أُخذ منه موضوع القياس؛ ستكون الاستنتاجات بالضرورة متحيزة.
وينبغي عدم الخلط بين الموضوعية والإجماع العلمي. فقد يتفق العلماء في وقت ما ولكن يكتشفون لاحقًا أن الإجماع قد مثّل وجهة نظر ذاتية.

## التاريخ
ظهرت الموضوعية في العلوم في منتصف القرن التاسع عشر. ففي فترة مبكرة من القرن الثامن عشر، وقبل ظهور الموضوعية، وُجدت الفضيلة المعرفية والتي أسماها كلٌ من لوراين داستون وبيتر جاليسون من الحقيقة إلى الطبيعة. وقد تم ممارسة هذا النموذج من خلال التنويريين الطبيعيين وجامعي الأطلس العلمي، وتضمنت محاولات إيجابية لمحو الخصوصيات في تمثيلاتهم للطبيعة لابتكار صور اعتُبرت أفضل ما تظهر «ما هي حقًا.» وقد اعتبر الحكم والمهارة ضرورتين من أجل تحديد ومن أجل تحديد «النموذجي» أو «المميز» أو «المثالي» أو «المتوسط». فعند تطبيق فكرة من «الحقيقة إلى الطبيعة»، لا يبحث الطبيعيون عن تصوير ما يُشاهد بالضبط، ولكنهم يبحثون عن صورة مسببة.

## الحواشي
1. ↑  Daston and Galison, 2007
2. ↑  سعد الحاج بن جخدل، البحث العلمي الماهية والمنهجية، دار القصبة، 2014.
3. ↑  Daston & Galison, 2007, p. 17
4. ↑  Daston & Galison, 2007, pp. 55-58
5. ↑  Daston & Galison, 2007, pp. 59-60
6. ↑  Daston & Galison, 1992, pp. 84-85
7. ↑  Daston & Galison, 1992, p. 87
8. ↑  Daston & Galison, 2007, p. 98

## قراءات إضافية
- Gaukroger, S. (2001). Objectivity, History of. IN: Smelser, N. J. & Baltes, P. B. (eds.) International Encyclopedia of the Social and Behavioral Sciences. Oxford. (pp. 10785– 10789).
- Porter, Theodore M. (1995). Trust in Numbers: The Pursuit of Objectivity in Science and Public Life. Princeton University Press.
- Restivo, Sal. (1994). Science, Society, and Values: Toward a Sociology of Objectivity. Lehigh University Press.